# 칼슘

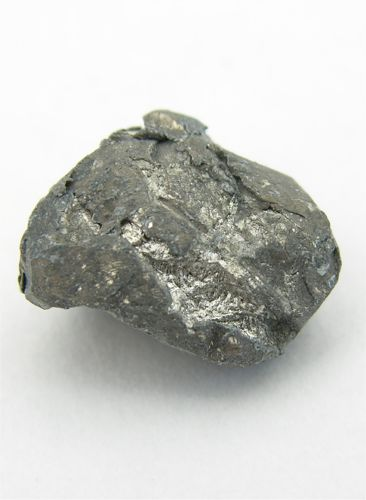

칼슘(영어: Calcium 캘시엄[*], 문화어: 칼시움←독일어: Calcium 칼치움[*], 라틴어: Calcium 칼키움[*])은 화학 원소로 주기율표에서 기호는 Ca이고 원자 번호는 20, 원자량은 40.078이다. 은회색의 무른 알칼리 토금속 원소이며 지구의 지각에서 질량 기준으로 다섯 번째로 풍부한 원소로 백악, 석회암, 대리암과 같은 암석에서 많이 발견된다. 해수에서는 칼슘 이온이 다섯 번째로 많이 존재하는 이온이다. 생물에게 필수적인 원소로, 생물 내에 가장 많이 존재하는 금속 원소이다. 산소나 물과 쉽게 반응하며, 자연에서는 탄산칼슘(CaCO3), 플루오린화칼슘(CaF2), 황산칼슘(CaSO4)같은 화합물의 형태로 존재한다. 녹는점은 1115K(842℃)이고, 끓는점은 1757K(1484℃)이며, 밀도는 20℃에서 1.55g/cm3이다.
칼슘과 그 화합물은 산업에서 많이 쓰인다. 합금을 만들 때 쓰이는 순수한 칼슘 금속은 수용액 상태가 아닌 용융 상태의 염화칼슘을 전기분해하면 얻을 수 있다. 칼슘 이온(Ca2+)의 화합물 중 질산칼슘(Ca(NO3)2), 염화칼슘(CaCl2), 황화칼슘(CaS)은 물에 잘 녹고, 수산화칼슘(Ca(OH)2)은 물에 약간 녹으며, 황산칼슘(CaSO4), 탄산칼슘(CaCO3)은 물에 잘 녹지 않는다. 앙금 생성 반응을 통해 산출되는 황산칼슘, 탄산칼슘은 모두 흰색 앙금이다. 따라서, 칼슘 이온(Ca2+)을 검출할 때, 이러한 앙금이 유용하다. 불꽃 반응에서 칼슘은 주황색 불꽃을 나타낸다. 산화칼슘(CaO)은 가죽의 무두질이나 원유 정제와 같은 다양한 산업 공정에 쓰이는데, 특수한 가마 안에서 탄산칼슘을 가열해 얻는다. 플루오린화칼슘, 황산칼슘은 건축 자재인 시멘트와 회반죽의 원료이다. 이 밖에도 여러 종류의 칼슘 화합물이 비료에서 페인트에 이르는 다양한 제품 생산에 원료로 쓰인다.
칼슘은 생명체, 특히 사람과 동물에게 필수적이다. 뼈와 이의 성장과 유지에 꼭 필요하고, 혈액의 응고, 근육의 수축 등도 돕는다. 사람에게 필요한 칼슘은 채소나 우유 및 유제품 그리고 멸치 같이 뼈째로 먹을 수 있는 생선 등의 음식물에 충분히 들어 있다. 칼슘은 1808년에 영국의 화학자인 험프리 데이비가 처음으로 분리해냈다. 그러나 이미 고대의 이집트인, 그리스인, 로마인도 칼슘 화합물에 대해 알고 있었으며, 모르타르를 만드는 데 칼슘 화합물을 이용했다.

## 특성

### 화학적 성질
칼슘은 가장 바깥의 원자가 전자 2개를 잃으려는 성질이 있어 주로 +2의 산화수를 가지며, 같은 이유로 반응성이 커서 산소나 물과 쉽게 반응하기 때문에 자연에서는 순수한 형태로 발견되지 않는다. 순수한 금속을 공기 중에 노출시키면 산소와 질소와 반응하여 각각 산화물(산화칼슘, CaO)과 질화물(질화칼슘, Ca3N2)이 생성되어 표면에 회백색의 막이 생긴다. 물과 반응시키면 수소 기체를 발생시키며, 이 때 생성되는 수산화칼슘으로 인해 반응이 느려져 열을 많이 발생시키지 않으므로 수소 기체를 생산하는 데 이 방법을 사용한다. 그러나 분말 형태로 반응시키면 표면적이 증가함에 따라 반응도 매우 급격해지며, 수산화칼슘을 녹일 수 있는 산성 용액에서도 반응 속도가 매우 빠르다. 할로젠이나 칼로겐 원소들과 반응하면 이온 결합 화합물을 형성하며, 수소화물(수소화칼슘, CaH2)도 알려져 있다.
대부분의 칼슘 화합물은 무색이며, 칼슘 이온(Ca2+)을 포함하는 용액 또한 무색이다. 또, 다른 알칼리 토금속과 마찬가지로 칼슘의 염은 대부분 물에 잘 용해된다. 그러나 수산화 칼슘, 황산 칼슘, 탄산 칼슘, 인산 칼슘 등은 예외적으로 물에 대한 용해도가 작다. 수용액에 포함된 칼슘 이온은 사람에 따라 쓴맛, 신맛 등으로 다르게 느낀다. 또, 많은 동물이 칼슘만의 맛을 느낄 수 있으며, 사람도 칼슘을 감지할 수 있는 수용체가 존재하는 것으로 보인다.

### 물리적 성질
칼슘은 은백색의 무른 금속으로, 납보다는 단단하여 칼로 자르기가 어렵다. 비중이 1.55로 알칼리 토금속 중에서는 가장 가벼우며, 이는 원자 번호가 더 작은 베릴륨이나 마그네슘보다도 가벼운 것이다. 비저항은 구리나 알루미늄보다 크지만 비중이 낮아 단위 질량 당 저항을 기준으로 할 때는 전기 저항이 더 작다. 그러나 공기 중에 방치하면 산소, 질소, 수증기 등과 잘 반응하므로 도체로 사용하는 경우는 적다. 공기 중에서 잘 발화하지 않지만 연소시킬 경우 밝은 주황색 불꽃을 낸다. 녹는점은 842℃, 끓는점은 1484℃이다. 두 가지의 동소체와 24가지의 동위 원소가 알려져 있으며, 결정구조는 면심 입방 구조이다.

### 생물학적 특성
칼슘이온은 세포내에서 중요한 신호전달물질로 작용한다. 2차전령체의 하나로, 칼슘농도의 증감에 의하여 세포내 신호전달 과정이 매개된다.

## 존재
칼슘은 반응성이 크므로 자연에서는 순수한 형태로 발견되지 않는다. 하지만 지구의 지각에서는 질량 기준으로 약 4.15%를 차지하여 다섯 번째로 많이 존재하는 원소이다. 해수에서는 칼슘 이온(Ca2+)의 형태로 존재하며, 이는 질량과 입자 수 기준으로 나트륨, 염소, 마그네슘, 황산 이온에 이어 다섯 번째로 많이 용해된 이온이다. 지각에서는 주로 탄산칼슘(CaCO3)의 형태로 방해석, 백악, 대리석, 백운석, 진주, 석회 동굴 등에 존재하며, 석고(CaSO4·2H2O), 형석(CaF2), 장석 등에도 많이 존재한다. 또, 칼슘은 치아나 뼈를 구성하는 주요 물질이므로 인체에는 약 2% 정도의 칼슘이 포함되어 있으며, 원소 중에서는 인체에서 5번째로 많이 존재하는 양이다.

### 동위 원소
칼슘은 자연에서 5가지의 안정 동위 원소(40Ca, 42Ca, 43Ca, 44Ca, 46Ca)와 반감기가 매우 긴 동위 원소인 48Ca이 발견된다. 자연에서 발견되는 동위 원소의 원자량의 범위가 그 원소의 평균 원자량의 20% 이상인 경우는 수소와 헬륨을 제외하면 칼슘이 유일하다. 또, 우주선에 의해 생성되는 방사성 동위 원소인 41Ca은 반감기가 약 10만 년으로 매우 길다.
자연에 존재하는 칼슘 동위 원소의 약 97%를 차지하는 40Ca은 원자핵 안에 양성자와 중성자를 모두 20개씩 포함하고 있어 이중 마법수를 가지는 매우 안정한 원자핵이며, 동시에 양성자와 중성자의 수가 같은 안정 동위 원소 중에서는 가장 무거운 원자핵이기도 하다. 40K이 방사성 붕괴를 하면 40Ar과 함께 생성되는데, 지질학에서 40K와 40Ar의 비율을 측정하여 연대를 측정하는 칼륨-아르곤 연대 측정에서 이것이 방해가 되기도 하였다.

## 역사
칼슘 화합물인 석회는 선사 시대인 기원전 7000년에서 14000년 전부터 건축 재료로 사용되었으며 메소포타미아와 고대 로마에서도 칼슘 화합물을 사용하였다. 그러나 순수한 칼슘은 영국의 험프리 데이비가 1808년에 처음으로 분리하게 된다. 그는 베르셀리우스와 폰틴이 생석회와 산화 수은의 혼합물을 전기분해하여 아말감을 얻었다는 소식을 듣고 그 아말감에서 수은을 증발시켜 처음으로 순수한 칼슘을 분리하였다. 그러나 순수한 칼슘은 20세기 이전에는 대규모로 생산되지 않았다. 오늘날에는 석회에 포함된 칼슘 원자들을 고온 저압의 용기에서 알루미늄 원자로 치환시켜서 순수한 칼슘을 생산한다.